# Влакна великог мозга
Унутар великог мозга постоје влакна која повезују њега или његове делове са различитим областима мозга. Налазе се у белој маси и могу бити: комисурална, асоцијативна и пројекциона.  
Комисурална влакна сачињена су од: жуљевитог тела, предње и задње комисуре и хипокампалне комисуре. Ова влакна спајају исте области које се налазе у обе хемисфере великог мозга. Предња комисура повезује лева и десна бадемаста једра, олфакторне квржице и делове слепоочне коре. Задња комисура повезује леву и десну претекталну област и једра средњег мозга. Хипокампална комисура повезује леву и десну страну хипокампуса.
Асоцијативна влакна повезују вијуге и бразде, као и суседне делове унутар једног региона. Асоцијативна влакна су: кукасти сноп, лонгитудални снопови, појас и лучни сноп. 
Пројекциони снопови великог мозга представљају снопове влакана који повезују велики мозак са другим деловима мозга. Најважнији пројекциони снопови су зракасти сноп и три снопа унутрашње, спољашње и граничне чауре. 